# Арон Ралстон
А́рон Лі Ра́лстон (англ. Aron Lee Ralston; нар. 27 жовтня 1975, Маріон, Огайо, США) — американський альпініст, відомий тим, що в травні 2003 року під час штурму одного зі схилів у штаті Юта був вимушений самостійно ампутувати передпліччя правої руки.

## Рання біографія
Ралстон навчався в Університеті Карнеґі-Меллон за спеціальністю інженер-механік.
Захопившись екстремальними видами спорту, особливо альпінізмом і скелелазінням, у 2002 році залишив свою посаду інженера-механіка Intel заради мети піднятися на всі скелі штату Колорадо висотою більше 14 000 футів (4 270 м) упродовж зимового сезону.

## Інцидент
У квітні 2003 року, у віці 27 років, Арон опинився в надзвичайно складній ситуації. В одному з каньйонів Юти (Blue John Canyon) альпініст провів 5 діб і 7 годин із правою рукою, затиснутою під каменем масою 360 кг. Деякий запас провізії допоміг Арону прожити в пастці кілька днів, але коли їжа й вода закінчилися, перед Ралстоном постало питання — жити чи померти. Альпініст знайшов вихід: він відрізав власну руку кишеньковим ножем і, так-сяк упоравшись із травматичним шоком і ризиком сильної крововтрати, зумів пройти близько 11 км, перш ніж натрапив на туристів із Нідерландів. Їм вдалося викликати рятувальний гелікоптер.

## Після інциденту
Нині Арон Ралстон є прикладом мужності, символом героїзму в горах.
Арон Ралстон став надзвичайно частим гостем сторінок преси й телебачення. Він багато разів з'являвся в різних телешоу й на обкладинках журналів.

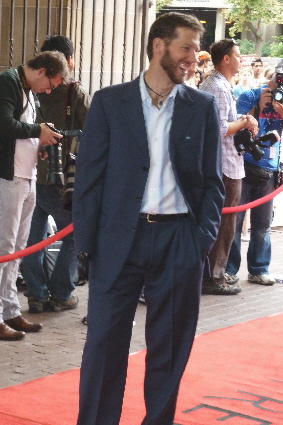
Ралстон у Торонто на прем'єрі «127 годин»

У вересні 2004 року вийшла його автобіографічна книга «Between a Rock and a Hard Place». У 2010 році за матеріалами книги було знято художній фільм «127 годин» режисера Денні Бойла.

#### Сімейне життя
У серпні 2009 року Ралстон одружився з Джессікою Трасті, і в лютому 2010 року народився їхній син Лео. У 2012 році пара розлучилася.
Другу дитину — доньку — Арону народила Віта Шаннон. За два місяці, у грудні 2013 року, поліція заарештувала Ралстона і Шаннон після домашньої сварки. Невдовзі після арешту Арона було звільнено. Трохи згодом звинувачення зняли і з Віти Шаннон — після того, як Ралстон не з'явився на судове слухання.